# Aleksander Zwierzyński
Aleksander Zwierzyński ps. „Aleksander”, „Tokarski” (ur. 3 lutego 1880 w Tuszynie k. Łodzi, zm. 3 lutego 1958 tamże) – polski prawnik i dziennikarz, wicemarszałek Sejmu I kadencji poseł na Sejm Ustawodawczy oraz I, II i III kadencji w II RP reprezentujący Związek Ludowo-Narodowy, następnie Stronnictwo Narodowe, poseł na Sejm Litwy Środkowej, przewodniczący Stronnictwa Narodowego w czasie II wojny światowej, kierownik Biura Wschodniego Departamentu Spraw Wewnętrznych Delegatury Rządu na Kraj, od września 1944 wiceprezes Rady Jedności Narodowej.

## Życiorys
Studiował na Wydziale Prawa Uniwersytetu Warszawskiego i w École d'études politiques. Od 1905 był członkiem Ligi Narodowej. W 1907 osiadł w Wilnie. Pisywał m.in. do Dziennika Wileńskiego, Pobudki, Kuriera Litewskiego i Kuriera Małego. Po wybuchu I wojny światowej został członkiem Komitetu Polskiego w Wilnie. Był działaczem Stronnictwa Narodowo-Demokratycznego.
W styczniu 1922 wybrany do Sejmu Litwy Środkowej, w marcu 1922 wraz z innymi posłami tego Sejmu wszedł w skład Sejmu Ustawodawczego. W wyborach parlamentarnych w listopadzie 1922 uzyskał mandat poselski z listy Związku Ludowo-Narodowego, wybrany został na wicemarszałka Sejmu. Ponownie wybrany do Sejmu w wyborach 1928 i 1930 roku (w tych ostatnich z listy państwowej Stronnictwa Narodowego). Członek najwyższych władz ZLN, później Komitetu Politycznego i Komitetu Głównego Stronnictwa Narodowego.
14 lutego 1938 w redakcji Dziennika Wileńskiego w odwecie za zamieszczenie krytycznego artykułu o Józefie Piłsudskim został pobity przez oficerów Wojska Polskiego. Autor artykułu, redaktor naczelny gazety Stanisław Cywiński nie wymieniając Piłsudskiego z nazwiska użył określenia kabotyn, uwłaczając – jak wtedy uważano – pamięci Marszałka.
W 1939 był prezesem Katolicko-Narodowego Komitetu Wyborczego, który tego samego roku startował w wyborach do rady miejskiej Wilna. Wybory te wygrał, zdobywając 27 miejsc w radzie. Jednym z wyborczych postulatów komitetu było „odżydzenie” Wilna.
W czasie II wojny światowej działał w konspiracji. Od połowy 1941 był pracownikiem Biura Wschodniego Delegatury Rządu na Kraj. W 1943 został prezesem Zarządu Głównego Stronnictwa Narodowego, we wrześniu 1944 powołany na wiceprezesa Rady Jedności Narodowej.
8 marca 1945 aresztowany przez NKWD i UB w Brwinowie, został wywieziony do Moskwy. Skazany w pokazowym procesie szesnastu na osiem miesięcy więzienia. W listopadzie 1945 powrócił do kraju.

## Rodzina
Był synem Kazimierza i Celestyny z Raczkiewiczów.